# Demócrates

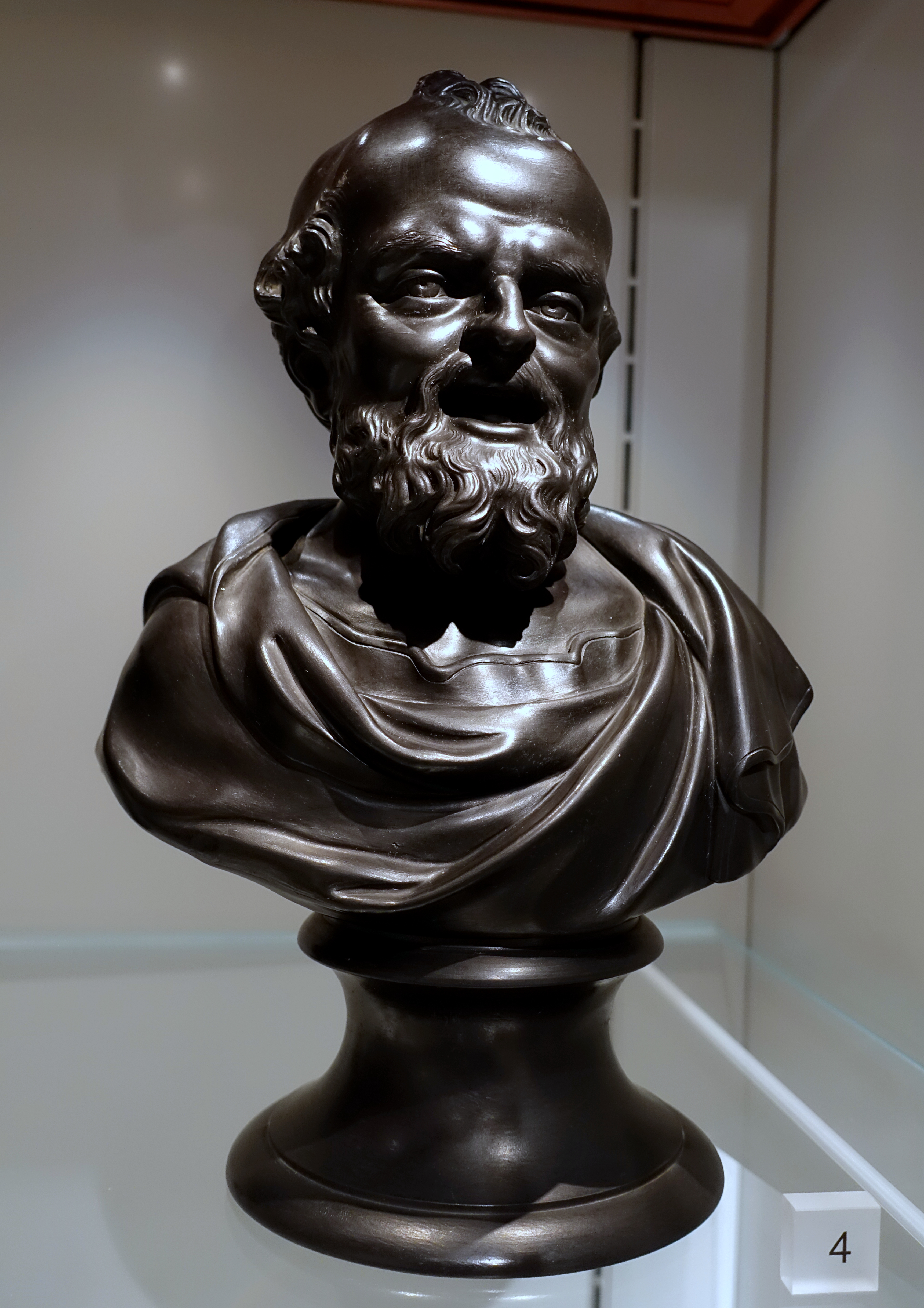
Democrates, modelo suministrado por Hoskins y Grant, 1777–1780, por Josiah Wedgwood.

Demócrates ( /dɪˈmɒkrəˌtiːz/; en griego antiguo: Δημοκράτης) fue un filósofo pitagórico. Se dice que fue el fundador de los conceptos básicos de la era moderna de democracia. Apolonio de Tiana escribió al menos una carta a Demócrates, Epístola 88.
Una colección de máximas morales, llamadas las Sentencias Doradas (γνῶμαι χρυσαῖ, Gnomai chrysai) ha llegado hasta nosotros bajo su nombre. Sin embargo, muchos eruditos argumentan que todas estas máximas se originan en una colección original de dichos de Demócrito, aunque otros creen que hubo un Demócrito diferente y poco conocido cuyo nombre se confundió con el mucho más conocido Demócrito. Treinta de los Dichos áureos también se encuentran en Estobeo atribuidos a Demócrito.
Las máximas están escritas en dialecto jónico, del que algunos eruditos han inferido que fueron escritas en un período muy temprano. Otros piensan que es más probable que sean la producción de la época de Julio César. Pero nada se puede decir con certeza, por falta de evidencia externa e interna. Algunas de estas frases son citadas por Estobeo, y se encuentran en algunos manuscritos bajo el nombre de Demócrito.